# 産業経済新聞社
株式会社産業経済新聞社（さんぎょうけいざいしんぶんしゃ、英: Sankei Shimbun Co., Ltd.）は、フジサンケイグループ（FCG）の新聞社、出版社である。産経新聞、サンケイスポーツ、月刊オピニオン誌「正論」の各発行及びニュースサイト「産経ニュース」の運営元で、フジ・メディア・ホールディングスの持分法適用会社である。通称は産経新聞社（さんけいしんぶんしゃ）。
大阪朝日新聞社（現在の朝日新聞大阪本社）、大阪毎日新聞社（同毎日新聞大阪本社）とともに大阪発祥の新聞社であるが、現在登記上の本店は東京都千代田区大手町の東京サンケイビルに置いている。

## 沿革

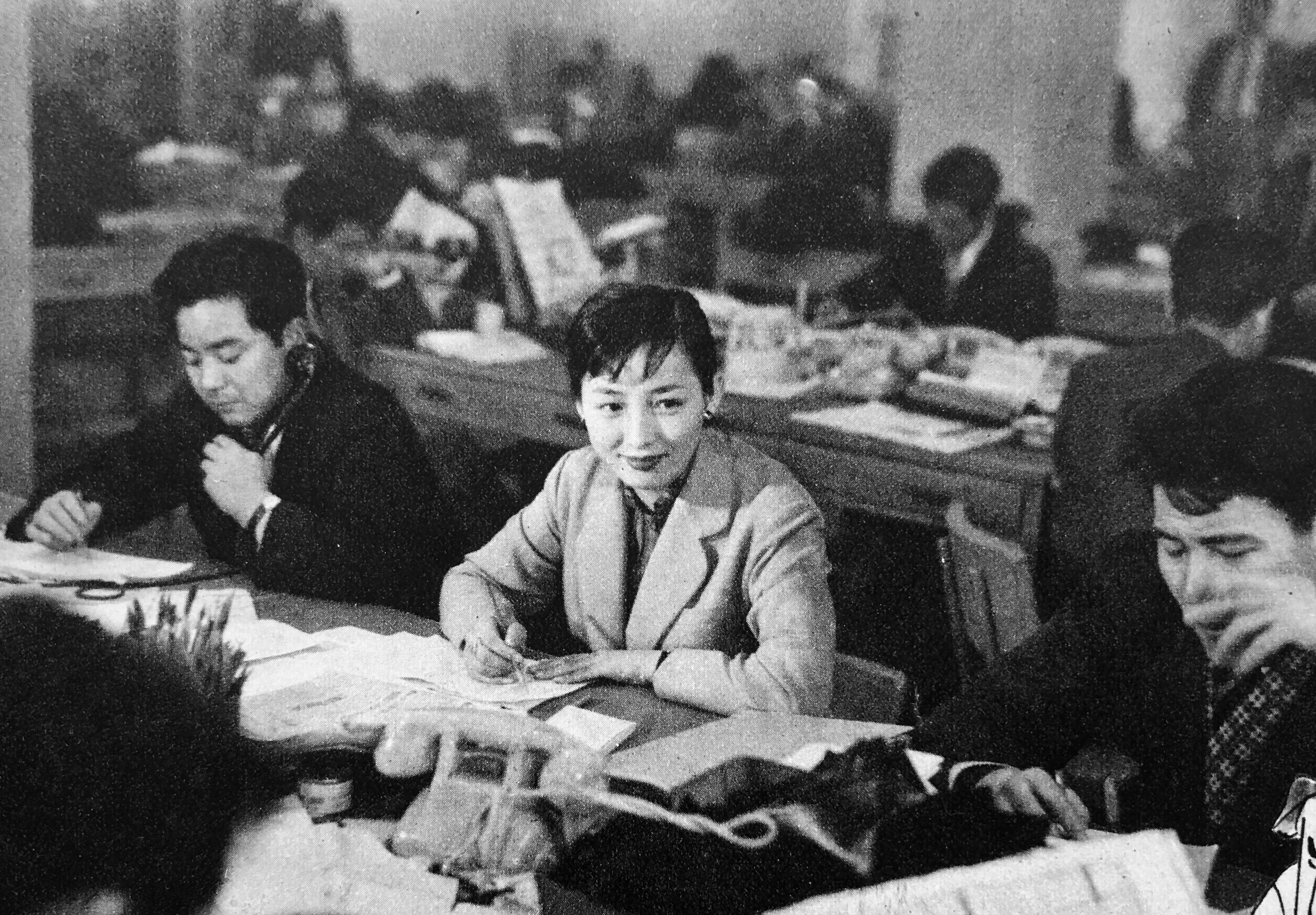
1955年3月10日、9階建ての新社屋「東京産経会館」が開館。完成間もない頃の編集局。

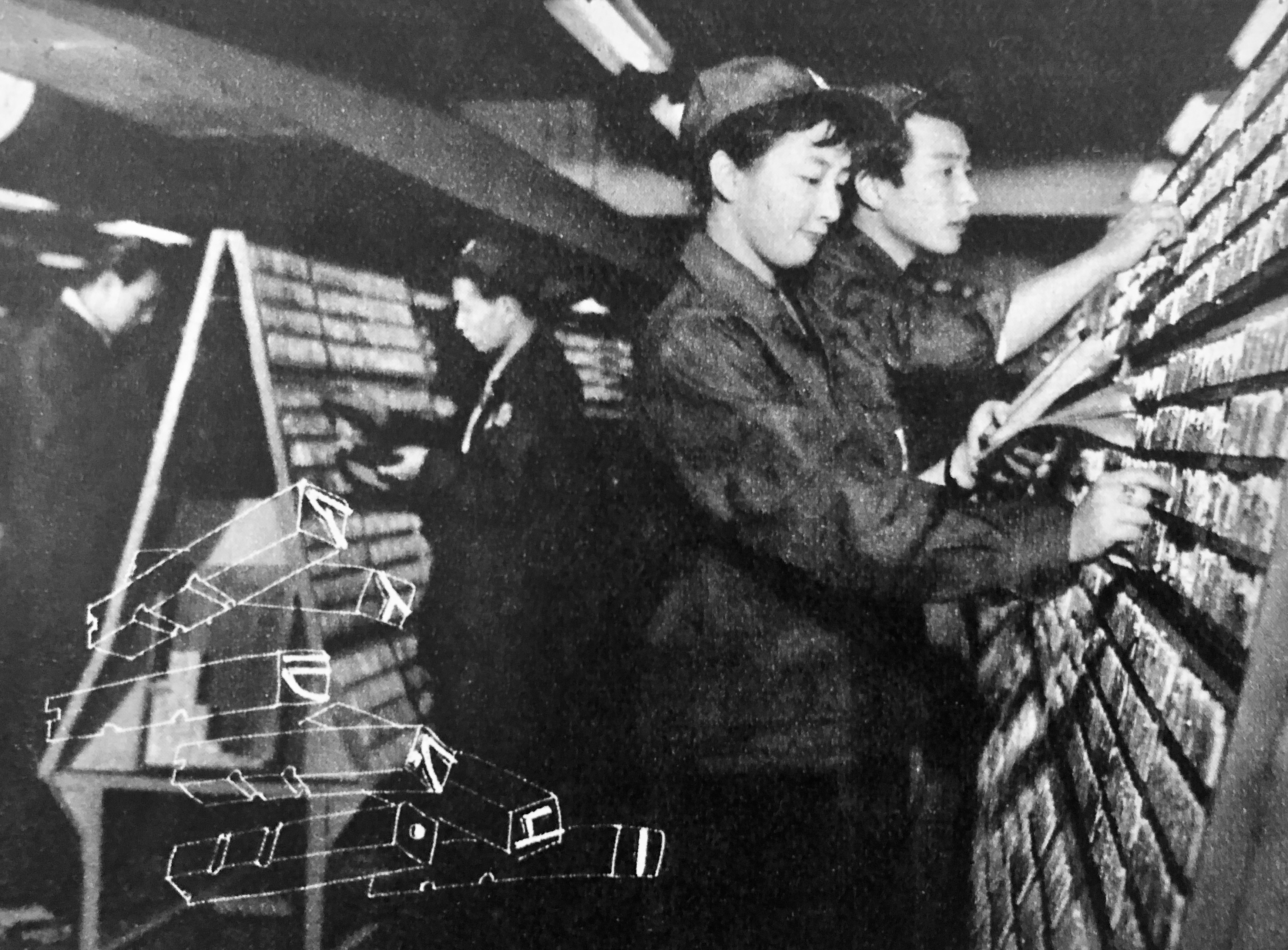
1955年3月頃。植字作業室。

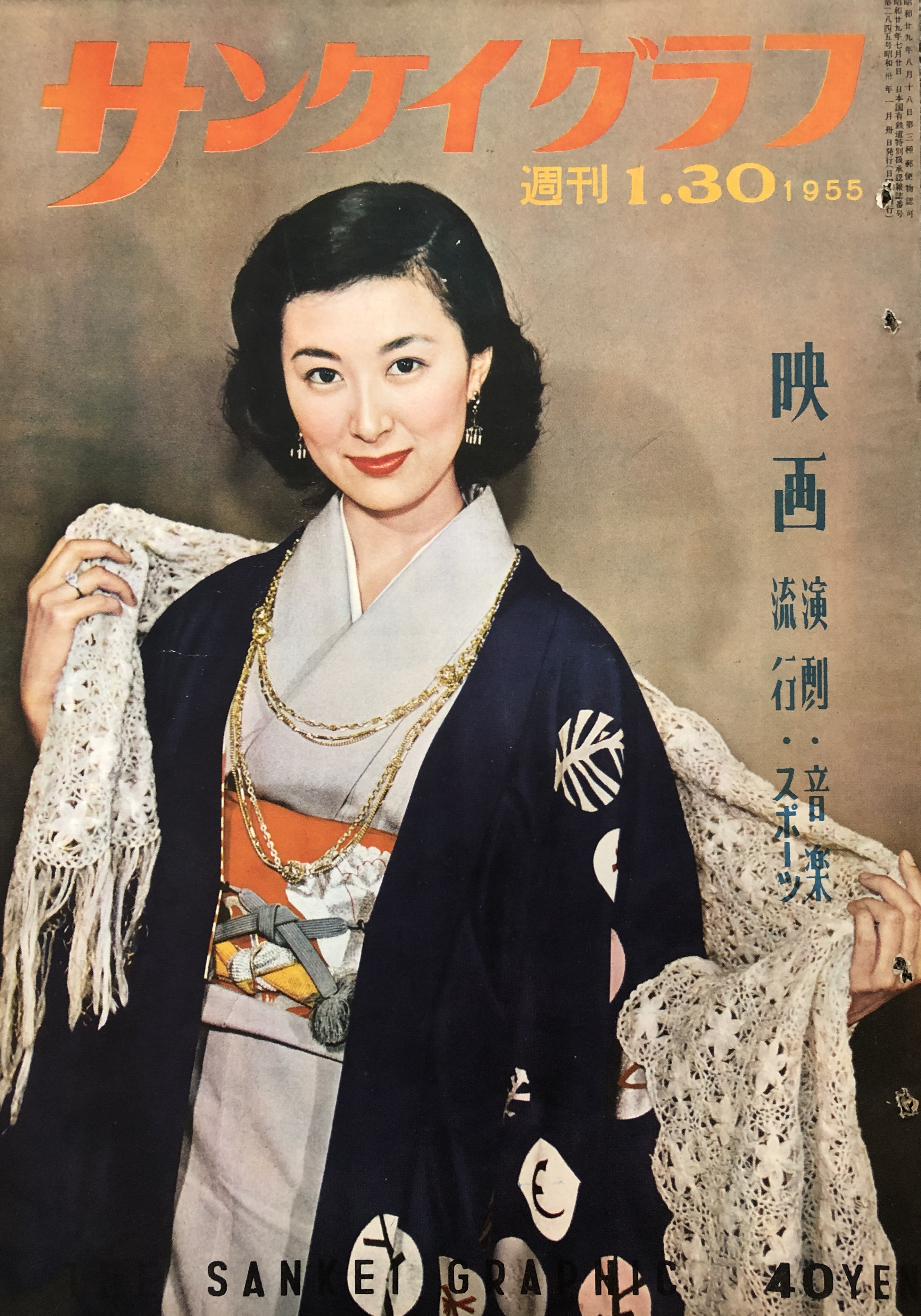
『サンケイグラフ』1955年1月30日号

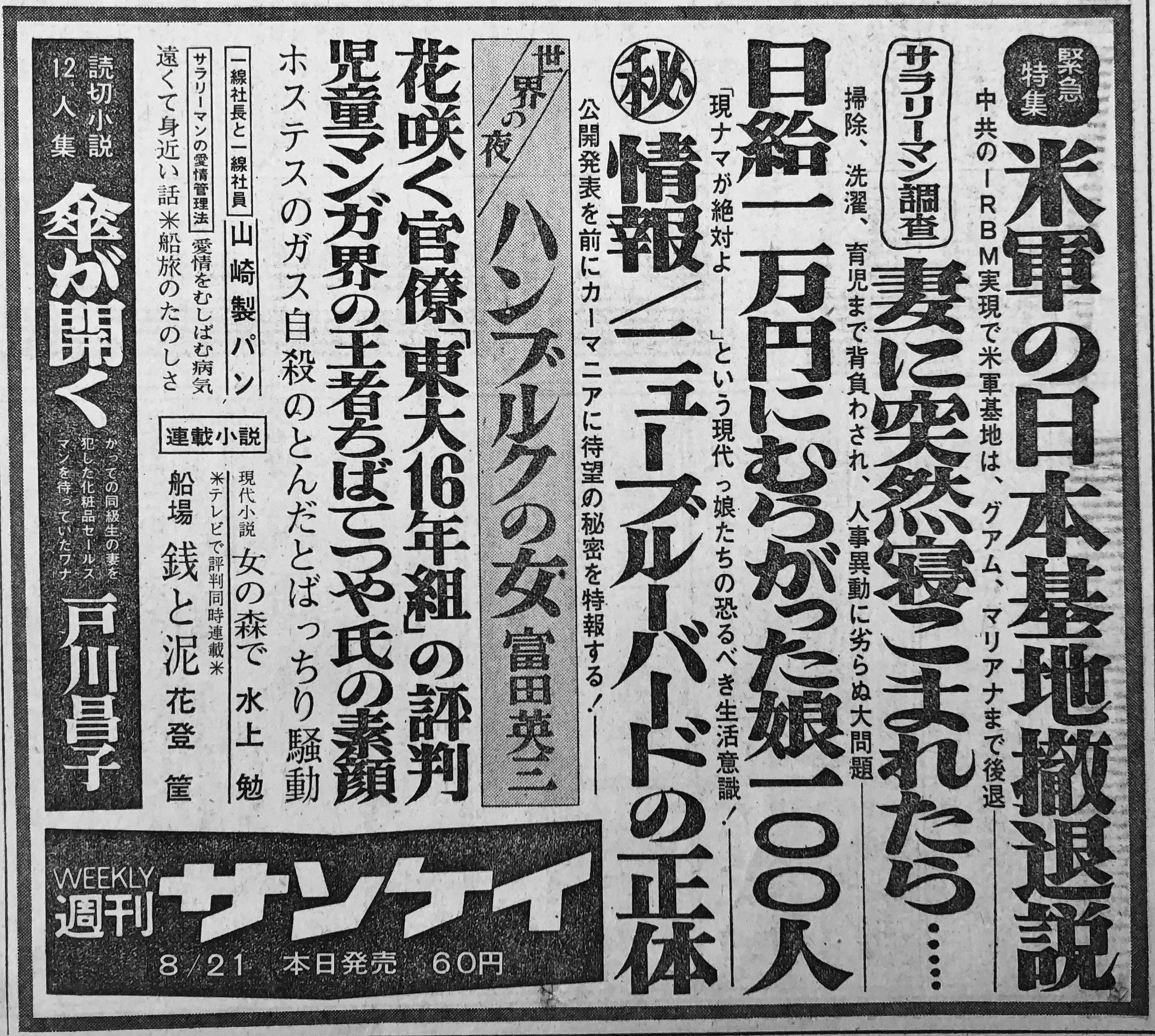
『週刊サンケイ』1967年8月21日号

- 1913年（大正2年） - 大阪府西成郡（現在の大阪市西成区）で前田久吉が新聞販売店を創業する。
- 1922年（大正11年）7月9日 - 旬刊『南大阪新聞』を創刊する。
- 1923年（大正12年） - 『南大阪新聞』を『夕刊大阪新聞』と改めて日刊とする。
- 1933年（昭和8年） - 夕刊大阪新聞社から、現在の産経新聞の前身にあたる『日本工業新聞』を創刊する。
- 1939年（昭和14年） - 『日本工業新聞』の発行元を夕刊大阪新聞社から分社化し、株式会社日本工業新聞社を設立する。
- 1940年（昭和15年） - 日本工業新聞、大阪毎夕新聞と鉄鋼新聞（現・日刊産業新聞）を合同。同時に両紙の発行会社を吸収合併。
- 1942年（昭和17年）
  - 『夕刊大阪新聞』と『大阪時事新報』が合併して『大阪新聞』を発刊する。
  - 政府の新聞統制で『日本工業新聞』など愛知県以西の西日本の産業経済関係の新聞社33社が合同し、株式会社産業経済新聞社を設立して『産業経済新聞』を発刊する。
- 1947年（昭和22年） - 旧鉄鋼新聞社のスタッフが独立し『日刊産業新聞』を創刊。
- 1950年（昭和25年） - 東京で『産業経済新聞』の印刷と発行を開始して東日本へ進出し、全国紙の基盤を成す。
- 1951年（昭和26年） - 世界経済新聞社を吸収して合併する。
- 1952年（昭和27年）
  - 大阪本社が社屋とする産経会館が、大阪市北区梅田二丁目に完成する。後年に大阪サンケイビルとなる。
  - 第1回ミス・ユニバース日本大会を開催。小島日女子を日本代表としてアメリカに派遣する[2]。
- 1955年（昭和30年）
  - 2月 - 東京支社を分社して、株式会社産業経済新聞東京本社を設立する。信越放送社長・元中部日本新聞社常務勝田重太朗を社長に迎える。
  - 3月10日 - 東京本社が社屋とする東京産経会館が、東京都千代田区大手町一丁目に開館[1]。
  - 11月 - 東京で発行する産業経済新聞が『時事新報』と合同し、題号を『産経時事』とする。
  - 月日未確認 - 『サンケイスポーツ』を大阪で創刊する。
- 1956年（昭和31年）
  - 9月 - 初のミス・ワールド日本大会を開催。戸倉緑子を日本代表としてイギリスに派遣する[2]。
- 1958年（昭和33年）
  - 7月 - 東京進出により債務過多、経営危機に陥り、住友銀行（現：三井住友銀行）の支援を受ける。東京の題号を『産經新聞』に変更する[注 2]。
  - 8月 - 前田が社長を退任。富士テレビジョン（現フジ・メディア・ホールディングス）・文化放送社長の水野成夫を社長、中部日本新聞社社長の与良ヱを副社長に迎える。
  - 月日未確認 - 『日本工業新聞』を復刊する。
- 1959年（昭和34年）
  - 2月 - それぞれ別法人であった東京と大阪の両本社を合併し、登記上の本店を大阪から東京へ移転して東京を存続会社とし、新生の株式会社産業経済新聞社が発足する。東京本社社長の勝田は退任し信越放送社長に復帰する。
  - 2月 - 東京と大阪の題号を『産經新聞』に統一する。
  - 7月 - アメリカで開かれた第8回ミス・ユニバース世界大会で日本代表の児島明子が優勝する。アジア人初、歴代の欧米・南米美人を超えるプロポーション（97-60-96）[3]。
  - 9月27日 - 号外を輸送していた航空機「おおとり号」が、故障により和歌山県田辺市沖合に墜落。乗員2人が死亡[4]。
  - 月日未確認 - 与良が副社長を退任、中部日本新聞社に代表取締役として復帰。
- 1960年（昭和35年）
  - 6月 - 第1回ミス・インターナショナル日本大会を開催。高木美智子を日本代表としてアメリカに派遣する。以後、ミス・コンテスト事業から撤退。
- 1961年（昭和36年） - 皇太子成婚記念「大噴水」を皇居前に設置して国に寄贈する。
- 1963年（昭和38年）
  - 『サンケイスポーツ』東京版を発刊する。
  - プロ野球球団「国鉄スワローズ」の経営に参加する（1964年（昭和39年）に、系列放送局・フジテレビでのテレビ中継を行うことを前提として、連盟登記上の本拠地を後楽園スタヂアムから明治神宮野球場へ変更する）。
- 1965年（昭和40年）5月10日 - 「国鉄スワローズ」の経営権を取得してプロ野球球団「サンケイスワローズ」とする（1966年（昭和41年）、球団名を「サンケイアトムズ」に変更）。
- 1967年（昭和42年） - フジテレビジョン、ニッポン放送、文化放送と共に「フジサンケイグループ」を結成する。
- 1968年（昭和43年） - 水野成夫が会長から退き、鹿内信隆が社長に就任。
- 1969年（昭和44年）
  - プロ野球団・「サンケイアトムズ」にヤクルト本社が資本参加し、「アトムズ」と改める。
  - 『夕刊フジ』を創刊する。
  - 題号を『サンケイ』に変更する。
- 1970年（昭和45年）
  - 1月、プロ野球団「アトムズ」の経営権をヤクルト本社に譲渡、「ヤクルトアトムズ」と改めたうえで経営面から事実上撤退（ただし、引き続き球団の後援関係は維持[注 3]）。
  - サンケイスポーツの発行元を株式会社サンケイスポーツ新聞社、『夕刊フジ』の発行元を株式会社フジ新聞社、とそれぞれ分社する。
- 1985年（昭和60年）
  - 鹿内信隆が社長退任、鹿内春雄が会長、植田新也が社長に就任。
  - フジサンケイグループの結束を強化するため、統一シンボルマークとして目ん玉マークを採用する。
- 1986年（昭和61年）5月4日 - 創業者の前田久吉が死去する。
- 1987年（昭和62年）
  - サンケイスポーツ東京版の紙面をカラー刷りにする。
  - サンケイスポーツ新聞社とフジ新聞社を吸収してサンケイ新聞本体に合併する。
- 1988年（昭和63年）
  - 4月16日 - 鹿内春雄が急逝、鹿内信隆がフジサンケイグループ議長と基幹3社の会長に復帰。あわせて娘婿・鹿内宏明が基幹3社の会長代行に就任する。
  - 題字を『サンケイ』から『産經新聞』に変更し、一般紙で初めてカラー紙面とする[注 4]。
- 1990年（平成2年）10月28日 - 鹿内信隆が死去する。
- 1992年（平成4年） - 産経新聞社長の羽佐間重彰、フジテレビ社長の日枝久らの主導により鹿内宏明が代表取締役会長を解任される。
- 1997年（平成9年） - 専務取締役・清原武彦が社長に就任。
- 2000年（平成12年）9月 - 東京本社の東京サンケイビルが再開発、新しい東京サンケイビルが完成する。
- 2002年（平成14年）
  - 産経新聞の東京本社版が夕刊を廃止し、朝刊単独紙へ移行する。
  - 大阪新聞が廃刊し、産経新聞の大阪本社版と紙面を統合する。
- 2004年（平成16年）
  - 3月1日 - 日本工業新聞が『フジサンケイ ビジネスアイ』に題号を変更する。
  - 6月29日 - 専務総括主筆の住田良能が社長に就き、清原は会長に就任。
  - 月日未確認 - 大阪新聞社を吸収して合併する。
- 2005年（平成17年） - 大阪本社の新社屋である難波サンケイビルが完成する。
- 2006年（平成18年）11月1日 - タブロイド紙『SANKEI EXPRESS』を創刊する。
- 2008年（平成20年） - 九州地方で、産経新聞の現地印刷と災害時の委託印刷を毎日新聞の工場が請け負うことを、毎日新聞社と基本合意する。
- 2009年（平成21年）
  - 4月1日 - 福岡市中央区の九州総局内に「九州・山口本部」を設置する。
  - 7月1日 - 日本工業新聞社を吸収して合併する。
  - 10月1日 - 産経新聞九州・山口特別版を発刊する。当面は産経新聞本体のみで、原則として東京版紙面を同時印刷して番組表と地方版は大阪本社が製作する。『サンスポ』『夕刊フジ』『ビジネスアイ』『EXPRESS』は発行しない。
- 2011年（平成23年）6月22日 - 専務取締役で大阪本社代表の熊坂隆光が社長に就き、住田は相談役に、清原は代表権のない会長にそれぞれ就く。
- 2012年（平成24年）
  - 1月19日 - フジ・メディア・ホールディングスがサンケイビルに対するTOBを発表。11.08%を保有する産経新聞社はTOBに応募、サンケイビルはフジ・メディア・ホールディングスの完全子会社となる。
  - 6月1日 - 「九州・山口本部」を「西部本部」に変更する。
- 2014年（平成26年）10月 - 論評サイト「iRONNA」を開設する。
- 2015年（平成27年）6月23日 - フジテレビ出身でフジ・メディア・ホールディングス社長を務めていた太田英昭が代表取締役会長に就任、清原武彦は取締役相談役に就任。
- 2016年（平成28年）3月31日 - 『SANKEI EXPRESS』を休刊する。
- 2017年（平成29年）1月30日 - 産経新聞の記事や論説を英語で世界に紹介する「JAPAN Forward」を運営する「一般社団法人ジャパンフォワード推進機構」を立ち上げる。
  - 6月23日 - 熊坂隆光が代表取締役会長、太田英昭が取締役相談役、清原武彦が取締役ではない相談役に就任。
- 2018年（平成30年）2月15日 - 神田神保町の専売所跡地に女性専用のホステルを開業する[5][6]。
- 2019年（平成31年）2月 - 社員の1割に相当する約180名の大規模リストラを開始[7]。
- 6月22日 - 熊坂隆光、太田英昭が取締役を退任。それぞれ相談役、顧問に就任。
- 2021年（令和3年）
  - 6月30日 - 『フジサンケイ ビジネスアイ』を休刊する。
  - 7月30日 - 大阪放送（ラジオ大阪）の株式の一部をSNS『ミクチャ』運営元のDONUTSに譲渡。これにより大阪放送の第2位の株主になるが同社への役員派遣は継続する[8]。
- 2022年（令和4年）6月24日 - 飯塚浩彦が代表取締役会長、近藤哲司が代表取締役社長に就任。
- 2023年（令和5年）6月23日 - 飯塚浩彦が代表権のない取締役会長に就任。
- 2024年（令和6年）
  - 9月11日 - 休眠会社の株式会社時事新報社が臨時株主総会を開催、同日付で解散を決議した。2025年2月中の清算完了を予定しており、同社の保有する『時事新報』などの商標権は産経新聞社に譲渡される[9]。
  - 9月30日 - 富山県内での産経新聞、サンケイスポーツ、夕刊フジの発行を終了。産経新聞の同県平均部数は272部だった[10]。
  - 10月1日 - 2025年1月31日夕刊（2月1日付）をもって、夕刊フジを紙版、電子版、ウェブサイトの「Zakzak」を含め休刊することを発表。併せて、夕刊フジの別冊扱いである「健活手帖」も2024年11月の発売予定号をもって休刊することも発表された[11]
- 2025年（令和7年）8月2日 - 大阪本社管内での土曜日夕刊の発行を休止予定。

## 本社所在地

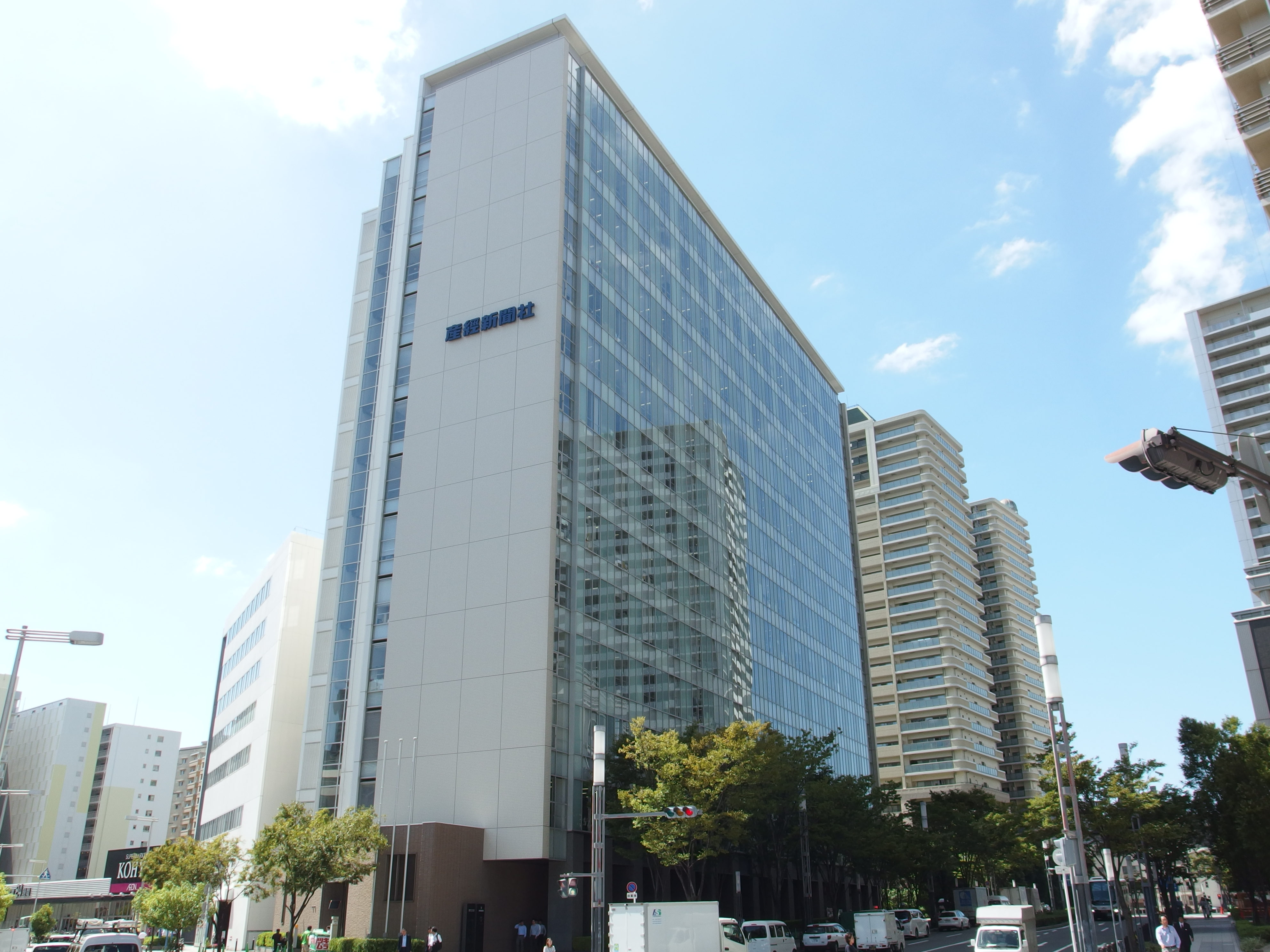
大阪本社が入居する難波サンケイビル

- 東京本社 - 〒100-8077 東京都千代田区大手町一丁目7番2号 東京サンケイビル
- 大阪本社 - 〒556-8660 大阪府大阪市浪速区湊町二丁目1番57号 難波サンケイビル
  - 梅田オフィス（大阪本社別館） - 〒530-0001大阪府大阪市北区梅田二丁目4番9号 ブリーゼタワー
  - 西部本部（大阪本社内の組織、「九州・山口特別版」を発行） - 〒810-0004 福岡県福岡市中央区渡辺通五丁目23番8号 サンライトビル

## 業績推移

### 連結
| 決算期                  | 売上高  | 営業利益 | 経常利益 | 当期利益 |
| ----------------------- | ------- | -------- | -------- | -------- |
| 2016年（平成28年）3月期 | 127,771 | 1,426    | 1,239    | 67       |
| 2017年（平成29年）3月期 | 123,028 | 704      | 675      | 514      |
| 2018年（平成30年）3月期 | 119,118 | 650      | 721      | △954     |
| 2019年（平成31年）3月期 | 111,066 | 506      | 359      | △1,964   |
| 2020年（令和2年）3月期  | 105,535 | 4,763    | 4,711    | 1,621    |
| 2021年（令和3年）3月期  | 87,893  | 1,466    | 1,690    | 570      |
| 2022年（令和4年）3月期  | 78,397  | 810      | 913      | 1,948    |
| 2023年（令和5年）3月期  | 78,690  | 678      | 739      | 984      |
| 2024年（令和6年）3月期  | 74,140  | 131      | 166      | △3,403   |

### 単体
| 決算期                  | 単体売上高 | 経常利益 | 当期利益 | 朝刊部数    | 夕刊部数 |
| ----------------------- | ---------- | -------- | -------- | ----------- | -------- |
| 2003年（平成15年）3月期 | 129,467    | 85       | ▲1,981   | -           | -        |
| 2004年（平成16年）3月期 | 131,039    | 1,305    | 316      | -           | -        |
| 2005年（平成17年）3月期 | 130,620    | 2,064    | 430      | 約213.5万部 | -        |
| 2006年（平成18年）3月期 | 128,725    | 2,625    | 622      | 約219万部   | 約63万部 |
| 2007年（平成19年）3月期 | 122,850    | 1,975    | 711      | 約220万部   | 約63万部 |
| 2008年（平成20年）3月期 | 119,799    | 2,315    | 473      | 約220万部   | 約63万部 |
| 2009年（平成21年）3月期 | 106,654    | ▲645     | 97       | 約210万部   | 約60万部 |
| 2010年（平成22年）3月期 | 91,244     | 584      | ▲641     | 168.5万部   | 54.7万部 |
| 2011年（平成23年）3月期 | 86,030     | 603      | 173      | 161.7万部   | 53.6万部 |
| 2012年（平成24年）3月期 | 84,557     | 580      | 865      | 160.7万部   | 53.6万部 |
| 2013年（平成25年）3月期 | 83,394     | 1,170    | 413      | 160.5万部   | 53.6万部 |
| 2014年（平成26年）3月期 | 133,930    | 1,176    | 418      | -           | -        |
| 2015年（平成27年）3月期 | 129,700    | 977      | ▲252     | -           | -        |
| 2016年（平成28年）3月期 | -          | -        | -        | 161.5万部   | -        |
| 2017年（平成29年）3月期 | 75,552     | 72       | 405      | 155.5万部   | 44.4万部 |
| 2018年（平成30年）3月期 | 73,605     | 63       | ▲852     | 151.7万部   | -        |
| 2019年（平成31年）3月期 | 70,007     | ▲483     | ▲2,006   | 139.2万部   |          |
| 2020年（令和2年）3月期  | 66,700     | 3,242    | 1,148    | 134.1万部   |          |
| 2021年（令和3年）3月期  | 58,475     | 1,683    | 809      | 121.6万部   | 31.1万部 |
| 2022年（令和4年）3月期  | 50,945     | 845      | 608      | 約103万部   | 約30万部 |
| 2023年（令和5年）3月期  | 50,470     | 504      | 1,136    | 96.5万部    |          |
| 2024年（令和6年）3月期  | 49,759     | 504      | ▲2,888   | 86.3万部    |          |

- 単位は百万円。業績数値および発行部数は産業経済新聞社提出の有価証券報告書より転載。

## 発行媒体

### 新聞
- 産経新聞（産經新聞） - 東京・大阪・九州。
- サンケイスポーツ - 東京・大阪。
  - 競馬エイト - 全国。サンケイスポーツ増刊号として発刊しており、雑誌分類であるため競馬場では通常の競馬新聞と別の場所で販売されるなど、扱いが異なる。

一般社団法人日本新聞協会には、産経新聞本体とは別に、過去に分社化した名残で、サンケイスポーツも単独加盟しており、広義の社内カンパニー制度に近い状態となっている。

#### 休廃刊紙
- サンケイ経済版 - 東京。1973年7月25日に創刊[13][14]した朝刊専売紙。サンケイ新聞本紙と同じ記事も掲載されていた[15]。1977年5月1日に商業専門紙「サンケイ商業新聞」として再出発[16]。1978年6月6日、出版元を「サンケイ商業新聞社」として分社化[17]するも1979年2月28日に休刊（廃刊）[18]、後継紙として、同年4月からサンケイリビング新聞社が[19]週刊フリーペーパー「サンケイリビング商業新聞」を発行した[20]。
- フジサンケイ ビジネスアイ
- SANKEI EXPRESS - 2006年11月1日に創刊し、2016年3月31日に休刊した。
- 夕刊フジ

過去にUSAトゥデイの日本総販売代理店として国際衛星版を発行した。

### 雑誌
- 正論（別冊正論を含む）
- TVnavi
- 週刊Gallop
- Kamzine

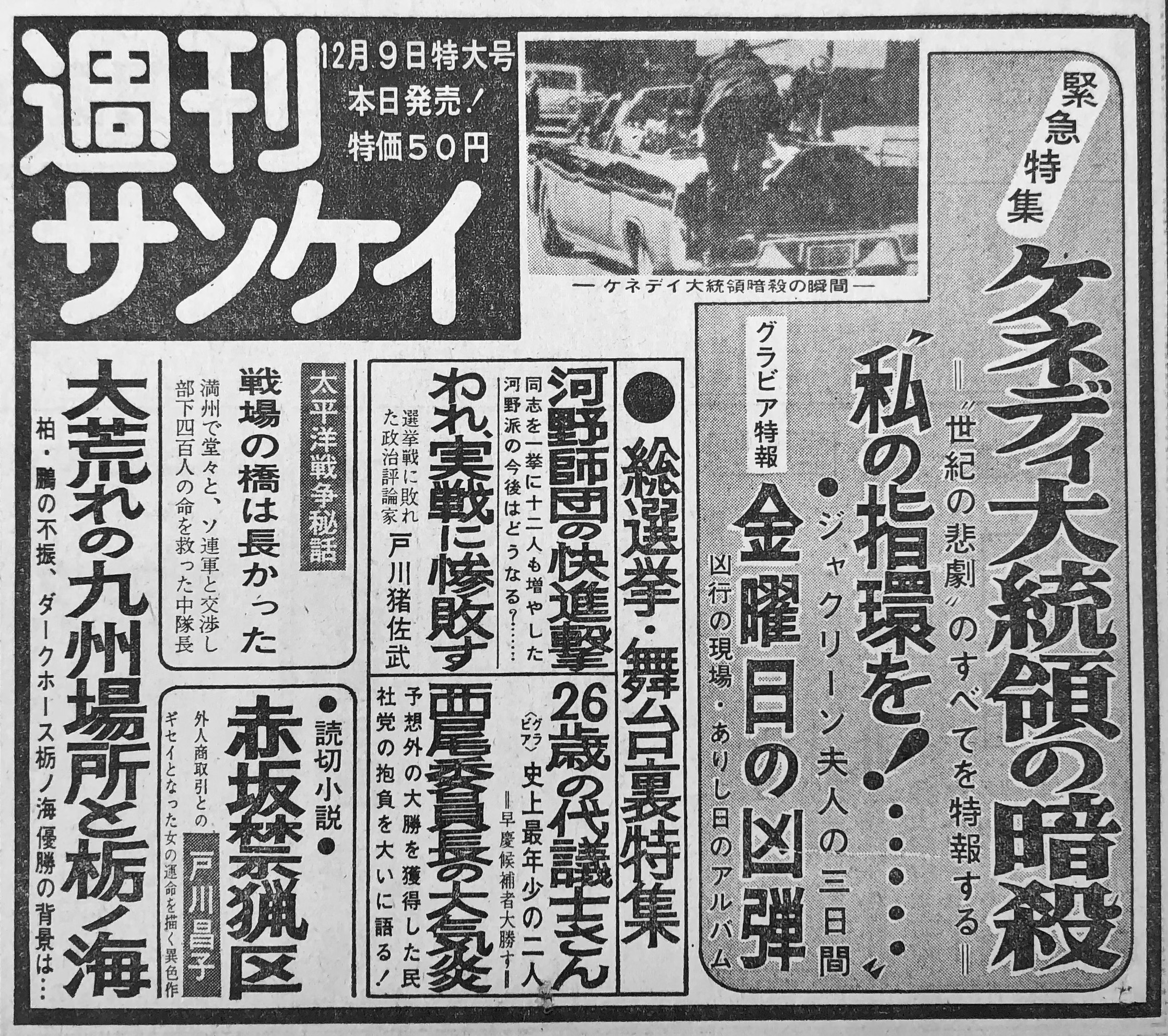
『週刊サンケイ』1963年12月9日号

- デジタルTVナビ - 2009年11月に創刊した月刊のテレビ番組情報誌。

過去に「週刊サンケイ」を発行した。
2010年6月1日から、TVnavi、Kamzine、デジタルTVナビは産経新聞出版、「正論・別冊正論」と「週刊Gallop」は産経新聞社がそれぞれ発行する。

## 社旗
- 1960年代前半ごろまでは、赤地[注 5]右上から左下に白色の太斜線、白色部に赤の三本線、中心に丸囲み・縦文字・白抜きで「産経」。
- 1960年代中盤ごろから1988年は、赤地。中央に白色の太横線、白色部に水色で「サンケイ」、サンケイスポーツは「サンケイ（改行）スポーツ」。
- 1988年から現在は、赤地に白色の目ん玉マーク、下に「産経新聞社」または「サンケイスポーツ」。
- 1965年から1968年に産経新聞が経営したサンケイ・スワローズ、サンケイ・アトムズは、球団旗に社旗を流用し、スワローズ時代は社旗右下にスワローズ略称「S」、アトムズ時代は社旗白色部に「atoms」。

## 不祥事
- 2020年5月20日、新型コロナウイルス感染症流行拡大に伴う緊急事態宣言が出されている期間中、東京高等検察庁検事長（当時）の黒川弘務が、同月1日から2日、および13日にかけて東京都内の知人の新聞記者の自宅を訪問し、産業経済新聞社の記者2人と朝日新聞社の元記者とともに賭け麻雀をしていた疑いがあると『週刊文春』が報じた[21][22][23][24]。産経新聞社では、賭け麻雀に参加した東京本社社会部次長と記者に4週間の出勤停止処分を科した[25]。また、2人に対する監督責任があったとして、編集担当の鳥居洋介取締役、編集局長、社会部長の3人を減給としたほか、飯塚浩彦社長も報酬の一部を自主返上するとした[26]。
- 2020年6月19日、「産経・FNN合同世論調査」に関し、調査業務の委託先だった調査会社が、電話調査の一部を別の会社に再委託し、この会社の調査担当者が2019年5月から2020年5月までの計14回分において、電話をかけずに架空の調査結果を計上していたことが判明した[27][28][29]。産経新聞社は、問題となった調査結果を使用した産経新聞の記事全てを取り消し、再発防止の体制が確立するまで世論調査を休止する旨を発表した[27][29]。
- 2019年3月に大阪府の販売店で制限額を超える返礼品を顧客に渡したしたとして大阪府から措置命令を受けていたが、2021年7月に措置命令後も継続して制限額を超える返礼品を顧客に渡していたことが判明し、社長の飯塚浩彦をはじめ複数の役員が減俸や降格などの処分を受けた[30]。2023年3月に大阪府から2度目となる措置命令を受けた[31]。
- 2024年7月9日、無免許でバイクを運転し事故を起こしたとして、道路交通法違反（無免許運転、安全運転義務違反）の現行犯で、この原付バイクを運転していた産経新聞配達員を逮捕した。[32]

## テレビ・ラジオコマーシャル

### テレビコマーシャル
主に、フジテレビと北海道文化放送を除く東日本地域の系列局、九州地域は福岡県の民放テレビ全局で放送されている。
- 1960年代
  - 産経新聞紙面の題字を片仮名でキャラクター化したアニメーションで、「明るい暮らしにサンケイ新聞」。
  - 大宅壮一が連載するノンフィクション「大正史・炎は流れる」の告知で、大宅の執筆風景。
  - サンケイスポーツ紙面をキャラクター化したアニメーションで野球選手を表現、「出た!サンケイスポーツ。8ページで5円」。
- 1980年代
  - 倉敷市の借入金が714億円と報じられるなかで「こんな豪華な市庁舎が必要なのでしょうか 借金増税は御免だ」。
  - フジテレビプロデューサー横澤彪、ニッポン放送、キャニオンレコード（現・ポニーキャニオン）の社員、それぞれが登場する。
  - 人間を組み合わせたオブジェで、「オレンジ色の憎いやつ」夕刊フジ。
  - 「産經新聞」へリニューアルする告知で「新聞に四季が生まれる（生まれた）」。
  - フジテレビ記者でニュースキャスターの上田昭夫が、「トレンディな産経新聞」。
  - 目玉マークが制定された時期に、フジサンケイグループのイメージ告知。
- 1990年代
  - 堺屋太一が連載する大河コラム「風と炎と」の告知。
  - 産経新聞の購読申し込みフリーダイヤル告知で、東京本社は「おーそーれーみ〜よむよむ」、大阪本社は「おーそーれーみ〜みなみてみ」。
  - 産経新聞の1面を模した顔の人形アニメーション、内海賢二の声で「新聞はみな同じではありません。モノを言う新聞です。産経新聞」。
  - 高杉良が連載する経済小説「呪縛」の告知で、タクシー乗客の銀行員が新聞を読んで顔をしかめる。
  - プロレスラー蝶野正洋が、「群れない、逃げない。」産経新聞。
- 2000年代
  - スヌーピーを起用。

### ラジオコマーシャル
- ニッポン放送、文化放送、ラジオ大阪、TBSラジオで放送する。

ラジオ番組の提供スポンサー
- 私の正論（ニッポン放送）
- 垣花正 あなたとハッピー! ／ 春風亭一之輔 あなたとハッピー!「産経新聞モーニングキャッチ」（ニッポン放送）